# 尼崎市立園田南小学校
尼崎市立園田南小学校（あまがさきしりつ そのだみなみしょうがっこう）は、兵庫県尼崎市若王寺にある公立小学校。2024年（令和6年）現在の児童数は882名である。

## 沿革
- 1980年（昭和55年）4月1日 - 尼崎市立園田南小学校創立。

## 通学区域
- - 御園3丁目
  - 口田中2丁目
  - 若王寺1丁目
  - 小中島1丁目
  - 上坂部1丁目
  - 瓦宮2丁目

## 著名な出身者
- 曽我部慶太（サッカー選手）

## 通学区域が隣接している学校
- 尼崎市立小園小学校
- 尼崎市立下坂部小学校
- 尼崎市立上坂部小学校
- 尼崎市立園田小学校
- 尼崎市立園和小学校